# Персипан

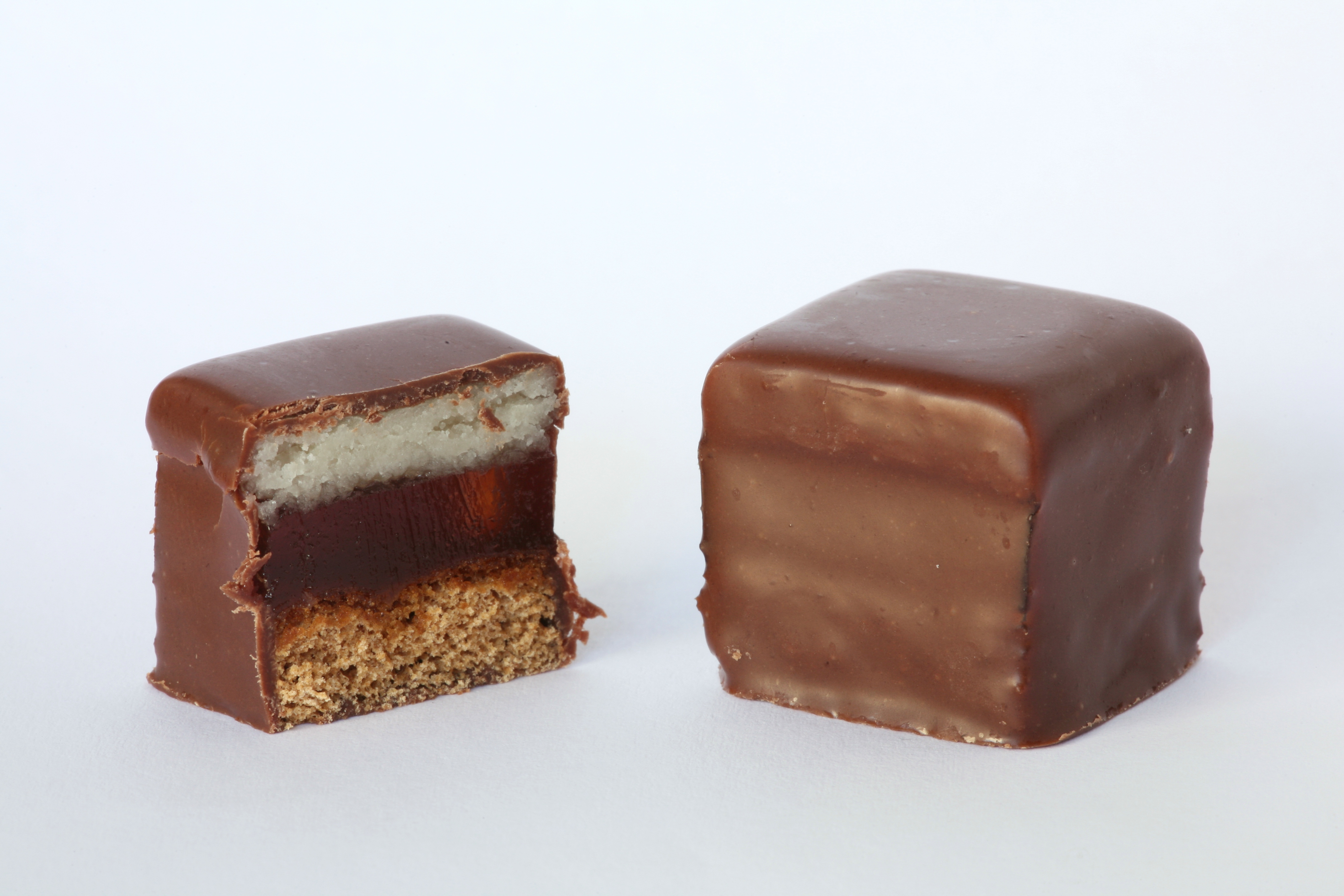
Верхний слой начинки у «костяшки домино» сделан из персипана

Персипа́н, парципан (от лат. persicus — «персик» и «марципан») — кондитерская смесь, производится аналогично марципану. Вместо миндаля используются ядра абрикосовых или персиковых косточек, в которых содержится горькое вещество амигдалин, который предварительно удаляется. У персипана и марципана разный вкус. Для получения персипана молотая масса ядер абрикосов или персиков (40 %) смешивается с сахаром (60 %). Обычно в сырую персипановую массу добавляется 0,5 % крахмала, чтобы его можно было отличить от марципана с помощью йодной пробы.
В кондитерской промышленности персипан используется в качестве замены марципана в выпечке и сладостях. В чистом виде персипан потребляется редко. Обычно персипан по себестоимости дешевле марципана, однако спрос на персипан за последние годы значительно вырос, и его цена на рынке приблизилась к цене марципана.